# Kohfidisch
Kohfidisch (ungerska: Gyepufüzes) är en ort och kommun i Österrike. Den ligger i distriktet Oberwart i förbundslandet Burgenland, i den östra delen av landet, 110 km söder om huvudstaden Wien. 
Kommunen består av tre orter (Ortschaften) (inom parentes invånarantal 1 januari 2024):
- Harmisch (140)
- Kirchfidisch (405)
- Kohfidisch (900)